# Ludwig von Sonnenberg

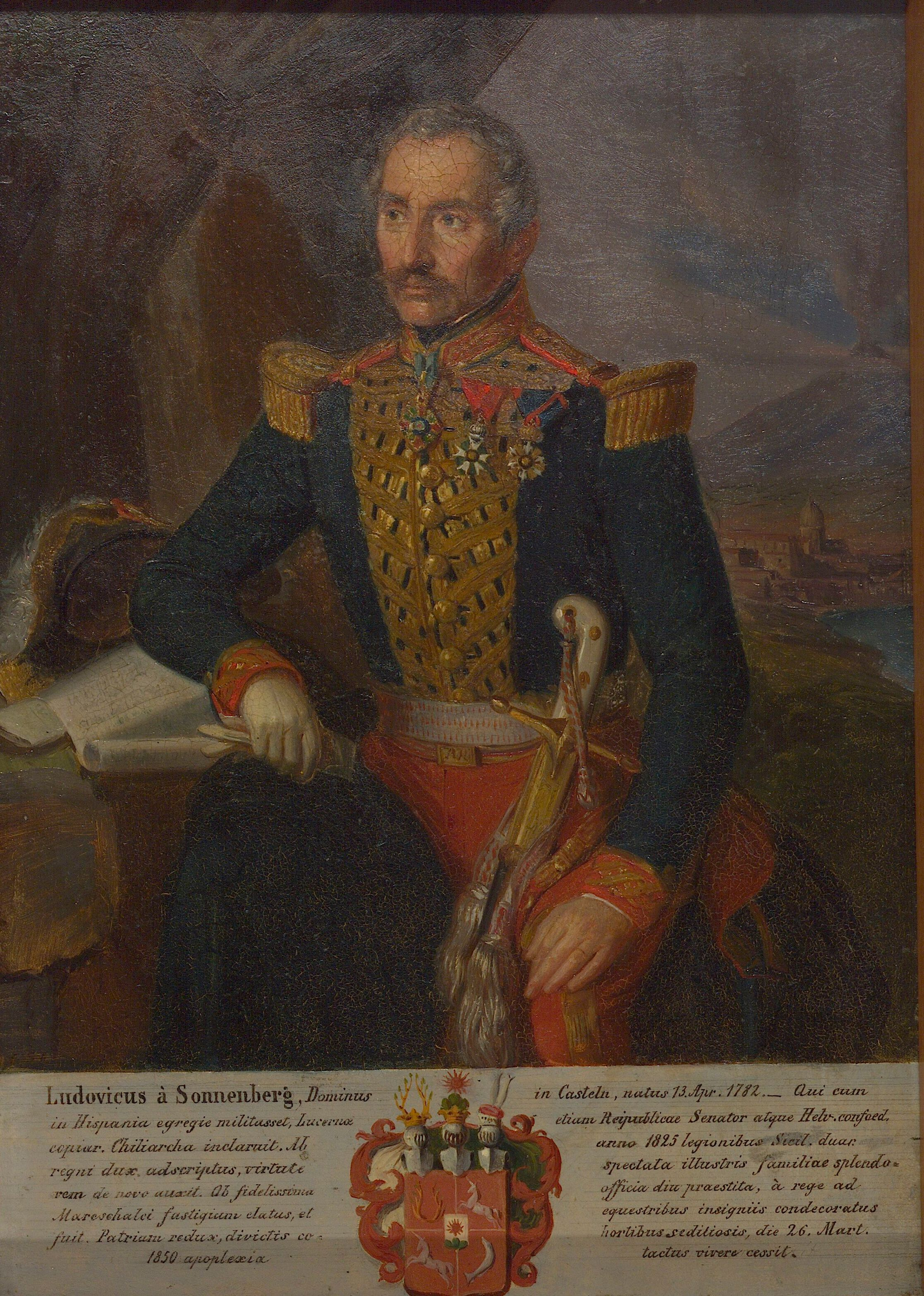
Ludwig von Sonnenberg (1782–1850), in der Bibliothek von Luzern

Ludwig von Sonnenberg (* 13. April 1782 in Luzern; † 25. März 1850 ebenda) war ein Schweizer General und Ehrenbürger von Genf.

## Herkunft
Seine Eltern waren der Grossrat Josef Anton von Sonnenberg (1753–1828) und dessen Ehefrau Aloysia Krus (1761–1849).

## Leben
Er entschied sich für eine militärische Karriere, als die Schweiz von französischen Truppen besetzt war. So kam er 1801 zu den helvetischen Nationaltruppen und ging mit der 1. helvetischen Auxiliarbrigade am 11. Juni 1803 in französische Dienste. Die Einheit wurde nach Italien verlegt, dort wurde sie 1805 umstrukturiert, und am 15. März 1805 kam die Brigade in das neu errichtete Regiment Raquetly. Es machte den Feldzug bis Kalabrien mit. 1806 wurde Sonnenberg zum Hauptmann-Adjutantmajor ernannt.
Er nahm mit anderen Schweizer Truppen an Napoleons Spanienfeldzug teil. Er befand sich im Bataillon Freuler des vierten Regiments und kam zur ersten Division des Generals Barbou. In Spanien geriet er 1808 in der Schlacht bei Bailén in Gefangenschaft. Er war zunächst in spanischer und ab 1810 in englischer Gefangenschaft, aus der er 1812 entlassen wurde. Er kehrte in die Schweiz zurück und war 1814 am Sturz der Luzerner Mediationsregierung beteiligt. Im selben Jahr wurde er zum Luzerner Grossrat ernannt. Von 1814 bis 1825 war er auch Kleinrat. Ausserdem war er Mitglied des Kriegsrats und kantonaler Milizinspektor. So war er 1814 auch Kommandant der eidgenössischen Truppen im Tessin. 
1815 kam er als eidgenössischer Oberst als Platzkommandant nach Genf. Er hinterliess dabei bei den Genfern einen guten Eindruck, die ihn zu ihrem Ehrenbürger ernannten und sein Bildnis im Rathaus aufhingen. Er wurde später auch Kommandant und Inspektor eidgenössischer Übungslager. 1825 verliess er die Schweiz erneut und ging in die Dienste des Königs von Neapel, wo er das erste Schweizer Regiment übernahm. Er erwarb sich das Vertrauen des Königs und nahm in den 1830er Jahren an der Bekämpfung von Aufständen auf Sizilien teil. Durch seine Leistungen stieg er zum neapolitanischen General und Feldmarschall auf.
1845 kehrte er nach Luzern zurück, wo er den Oberbefehl über die Luzerner Truppen erhielt, um die lokalen Freischärler zu bekämpfen. Er konnte sie im Gefecht bei Malters schlagen. Dafür wurde er 1845 Regierungsrat. Aber die Spannungen waren nicht aus der Welt, und 1847 folgte der Sonderbundskrieg. Luzern war eine Hochburg des Sonderbundes, und im November marschierten die eidgenössischen Truppen Richtung Luzern. Da war Sonnenberg Präsident der kantonalen Militärkommission und kantonaler Milizinspektor. Die Luzerner Regierung floh nach Uri, während Sonnenberg in Luzern blieb. Am 25. November kapitulierte die Stadt, und er wurde verhaftet. Er blieb mehrere Monate in eidgenössischer Staatsgefangenschaft. Anschliessend zog er sich auf seine Güter zurück.
Als er 1850 starb, wurde er unter grosser Beteiligung der Bevölkerung und des von der Regierung geladenen Offizierskorps beerdigt.

## Familie
Sonnenberg heiratete 1816 Josepha von Eptingen (1787–1854), eine Tochter des Ignaz von Eptingen (1750–1792). Das Paar hatte mehrere Kinder:
- Euphemia (* 1819; † 21. Dezember 1894) ⚭ 1843 Alois Reding von Biberegg (1810–1889), Sohn von Alois Reding
- Joseph Theoring (Thüring) August Casimir von Sonnenberg (* 29. November 1816; † 10. Februar 1889), Oberst in königl. neapolitanischen Diensten ⚭ Philippine Louise von Reinach, Freiin von Reinach-Hirzbach[2][3]
- Alfred (* 26. Februar 1823; † 1883), Oberst und Kommandant der Schweizergarde[4]